# Коковино (Московска област)
Коковино (на руски: Коковино) е село в Рузски район, Московска област, Русия. Населението му през 2010 година е 28 души.

## География
Коковино е разположено в център на Рузски район, на брега на река Калперна. Намира се на 6 километра североизточно на Руза. Надморската му височина е 222 метра.

### Климат
Климатът в Коковино е умереноконтинентален (Dfb по Кьопен) с горещо и сравнително влажно лято и дълга студена зима.

## Население
| 2002 | 2006 | 2010 |
| ---- | ---- | ---- |
| 146  | 20   | 28   |